# Gugh
Gugh (kornisch Keow) ist eine Insel der Scilly-Inseln. Das Eiland ist etwa einen Kilometer lang und einen halben Kilometer breit. An seinem höchsten Punkt Kittern Hill liegt Gugh 34 m über dem Meeresspiegel. Die Insel ist durch den nur gut 60 Meter breiten Tombolo The Bar, der The Cove im Süden vom Forth Conger im Norden trennt, mit St. Agnes verbunden.
Der Granit, aus dem die Insel hauptsächlich besteht, ist im Zuge der Variszischen Orogenese entstanden.
Auf dem Eiland gibt es mehrere Cairns (Obadiah’s Barrow) und Menhire. Insbesondere der 2,40 m hohe Old Man of Gugh ist ein beliebtes Fotomotiv bei Touristen.
Im 17. Jahrhundert wurde auf Gugh mit der  Herstellung von Natriumcarbonat aus Kelp begonnen. Das aufwendige Verfahren, die Trocknung und Verbrennung des Seegrases zur Gewinnung von Salz für die Glasproduktion, wurde erst Ende des 19. Jahrhunderts aufgegeben als kostengünstigere, industrielle Methoden zur Verfügung standen.

## Fauna und Flora
Die Insel ist eine Site of Special Scientific Interest und wird vom Isles of Scilly Wildlife Trust mitverwaltet. Auf Gugh sind unter anderem Seeadler, Gartenspitzmäuse, Wildkaninchen, Atlantiksturmtaucher und Sturmschwalben heimisch. Die Insel verfügt über eine große Vielfalt an Pflanzen. So wachsen hier Cladonia, Brombeeren, Echte Lungenflechte Gewöhnlicher Natternkopf, Gelber Steinklee, Gelber Wau, Langhaariger Thymian, Klebsamen, Stranddistel, Strand-Wolfsmilch und Strandwinde.
Versuche die Rattenplage auf der Insel zu beseitigen schlugen bislang fehl.